# Canton de Monts-sur-Guesnes
Le canton de Monts-sur-Guesnes est un ancien canton français situé dans le département de la Vienne et la région Poitou-Charentes.

## Géographie
Ce canton était organisé autour de Monts-sur-Guesnes dans l'arrondissement de Châtellerault. Son altitude varie de 47 m (Pouant) à 157 m (Chouppes) pour une altitude moyenne de 363 m.

## Représentation

### Conseillers généraux de 1833 à 2015
| Période    | Période          | Identité                                         | Étiquette                    | Qualité |
| ---------- | ---------------- | ------------------------------------------------ | ---------------------------- | --- |
| 1833       | 1852             | Pierre-Joseph Millory                            | Opposition constitutionnelle | Juge de paix à Monts-sur-Guesnes et à Prinçay Député (1831-1834) |
| 1852       | 1861             | Edouard Lesage                                   | Majorité dynastique          | Maire de Monts-sur-Guesnes (1830-1832, 1852-1864), conseiller d'arrondissement                                                                                                |
| 1861       | 1870             | Gustave Poyez                                    | Républicain                  | Propriétaire au Bouchet, ancien magistrat |
| 1870       | 1877             | Jules Duchastenier                               | Droite                       | Premier avocat général à la Cour d'appel, Poitiers |
| 1877       | 1883             | Paul d'Espinay                                   | Monarchiste                  | Propriétaire à la Croix de Chaume, commune de Roiffé |
| 1883       | 1900 (décès)     | Camille Bazille                                  | Rad.                         | Avocat à Paris Conseiller municipal de Poitiers Député (1892-1900) |
| 1900       | 1907             | Alphonse-Charles Boutelant (gendre du précédent) | Rad.                         | Avoué à la Cour d’Appel de Poitiers Conseiller Municipal de Poitiers |
| 1907       | 1940             | Camille Rimbert                                  | Rad.                         | Vétérinaire - Maire de Mirebeau Propriétaire à Chouppes Député (1932-1936) |
|            |                  |                                                  |                              | |
| 1945       | 1963 (démission) | Alfred Roy                                       | DVD-UFF                      | Agriculteur Maire de Verrue (1935-1965) |
| 5 mai 1963 | 2001             | Gilbert Roy (fils du précédent)                  | CD puis UDF-CDS              | Expert foncier Maire de Verrue (1965-2001) |
| 2001       | 2015             | Bruno Belin                                      | UDF puis UMP                 | Pharmacien Maire de Monts-sur-Guesnes Président de la Communauté de Communes du Pays Loudunais Premier Vice-Président du Conseil Général Elu en 2015 dans le Canton de Loudun |

(sources : http://www.bruno-belin.com/terre-dhistoire-du-poitou-n-22-les-conseillers-generaux-du-canton-de-monts-sur-guesnes).

### Conseillers d'arrondissement (de 1833 à 1940)
Le canton de Monts avait deux conseillers d'arrondissement.
Il appartenait à l'arrondissement de Loudun jusqu'à sa disparition en 1926
| Période                                  | Période          | Identité                                 | Étiquette    | Qualité |
| ---------------------------------------- | ---------------- | ---------------------------------------- | ------------ | --- |
| 1833                                     |                  | Charles Brutus Rolland                   |              | Maire de Saires                                                                                             |
| 1833                                     | 1836             | M. Roux de Vérine                        |              | Maire de Dercé                                                                                              |
| 1836                                     | 1852             | Édouard Lesage                           |              | Maire de Monts-sur-Guesnes                                                                                  |
|                                          |                  |                                          |              | |
| av.1880                                  | 1884 (décès)     | Pierre Vincent Thibault (1813-1884)      | Conservateur | Propriétaire rentier, maire de Saires                                                                       |
|                                          | 1880             | M. Petit                                 | Conservateur | |
| 1880                                     | 1886 (décès)     | Delphin Justin Millet-Pichot (1836-1886) | Conservateur | Mécanicien, maire de Monts-sur-Guesnes (1877-1886), suppléant du juge de paix                               |
| 1884                                     |                  | Auguste Perriot                          | Conservateur | Maire de Berthegon                                                                                          |
|                                          |                  |                                          |              | |
|                                          | 1900 (démission) | François Millet-Pichot                   | Conservateur | Directeur de l'école d'agriculture, maire de Monts-sur-Guesnes (de 1888 à 1926)                             |
|                                          |                  |                                          |              | |
| av.1919                                  | 1922             | Laurent-Adrien Mauberger                 | Radical      | Cultivateur, maire de Saires, Président du Conseil d'arrondissement                                         |
| av.1919                                  | 1940             | M. Colas                                 | Rad.ind      | |
| 1922                                     | 1940             | René Marcelin Courin                     | Rad.ind      | Maire de Prinçay                                                                                            |
| 1940                                     |                  |                                          |              | Les conseils d'arrondissement ont été suspendus par la loi du 12 octobre 1940 et n'ont jamais été réactivés |
| Les données manquantes sont à compléter. |                  |                                          |              | |

## Composition
Le canton de Monts-sur-Guesnes regroupait 11 communes et comptait 3 725 habitants (recensement de 2007 populations municipales).
| Nom                           | Code Insee | Codepostal | Superficie (km2) | Population (dernière pop. légale) | Densité (hab./km2) |
| ----------------------------- | ---------- | ---------- | ---------------- | --------------------------------- | ------------------ |
| Monts-sur-Guesnes (chef-lieu) | 86167      | 86420      | 11,40            | 693 (2012)                        | 61                 |
| Berthegon                     | 86023      | 86420      | 10,61            | 285 (2012)                        | 27                 |
| Chouppes                      | 86075      | 86110      | 31,72            | 762 (2012)                        | 24                 |
| Coussay                       | 86085      | 86110      | 20,14            | 246 (2012)                        | 12                 |
| Dercé                         | 86093      | 86420      | 12,28            | 165 (2012)                        | 13                 |
| Guesnes                       | 86109      | 86420      | 12,98            | 240 (2012)                        | 18                 |
| Nueil-sous-Faye               | 86181      | 86200      | 15,99            | 251 (2012)                        | 16                 |
| Pouant                        | 86197      | 86200      | 26,57            | 395 (2012)                        | 15                 |
| Prinçay                       | 86201      | 86420      | 16,59            | 228 (2012)                        | 14                 |
| Saires                        | 86249      | 86420      | 14,05            | 140 (2012)                        | 10                 |
| Verrue                        | 86286      | 86420      | 28,44            | 398 (2012)                        | 14                 |

## Démographie
| 1962  | 1968  | 1975  | 1982  | 1990  | 1999  | 2006  | 2011  | 2012  |
| ----- | ----- | ----- | ----- | ----- | ----- | ----- | ----- | ----- |
| 5 482 | 4 786 | 4 240 | 3 992 | 3 812 | 3 745 | 3 725 | 3 800 | 3 803 |

## Sources
1. ↑  « Charm Photo Memories », sur monts-sur-guesnes.com (consulté le 21 juillet 2021).
2. ↑  « Journal officiel de la République française. Lois et décrets » , sur Gallica, 1er mars 1900 (consulté le 2 octobre 2020).
3. ↑  « Journal officiel de la République française. Lois et décrets » , sur Gallica, 4 avril 1900 (consulté le 2 octobre 2020).
4. ↑  Structure de la population du canton de 1968 à l'année de la dernière population légale connue
5. ↑  Fiches Insee - Populations légales du canton pour les années 2006, 2011, 2012